# Prosopocera collarti
Prosopocera collarti là một loài bọ cánh cứng trong họ Cerambycidae.